# Río Algarrobo
El río Turvilla, también llamado río Algarrobo y río Sayalonga en diferentes tramos, es un río de España de la cuenca mediterránea andaluza, que discurre en su totalidad por el territorio de la provincia de Málaga, en concreto, por el área central de la comarca de la Axarquía. 

## Curso
El río Turvilla, como es conocido en su parte alta, nace en el término municipal de Canillas de Albaida, en un paraje denominado La Mina situado bajo los tajos y pendientes de la Loma de las Chapas donde recoge pequeños caudales de manantiales de la Sierra Tejeda en cotas superiores a 1200 metros.
Se une en su recorrido al arroyo de la Cueva del Melero, río que nace bajo el Tajo Grajo en la finca conocida como El Chinar, a la altura de la fábrica de la luz Nuestra Señora del Carmen, una antigua minicentral eléctrica hoy completamente en ruinas. Pasada la zona de la fábrica de la luz el río se adentra en el paraje de La Allanada, creando la allanada del río Turvilla. 
El río Cájula confluye con él en el paraje del Molinillo o molino de Doña Fidela, muy cerca del el paraje de Las Cuestas el río pasa por debajo del puente romano de Canillas de Albaida en el que se cruzan dos serpenteantes calzadas romanas y continua su cauce hacia el pueblo de Árchez, discurriendo a lo largo del pueblo.
Continúa su trayecto hacia Sayalonga por el que fluye junto al paraje El Molino, discurriendo hacia Algarrobo, pueblo en cuya costa desemboca. Aquí son notables los yacimientos de la desembocadura del río Algarrobo que se corresponden con los asentamientos de Morro de Mezquitilla y Chorreras, así como con la necrópolis de Trayamar, considerados referencia para el conocimiento de la colonización fenicia y su desarrollo posterior hasta época romana.

## Geología
Su composición es principalmente pizarra que le da impermeabilidad al río, de manera que hace que su caudal sea intenso prácticamente todo el año, y formando en su recorrido paredes y pequeñas cascadas que le confieren de gran belleza natural. Este caudal intenso ha facilitado la actividad molinera, encontrándose en su recorrido gran cantidad de molinos moriscos. Otra piedra que podemos encontrar en gran cantidad es la caliza, permitiendo que a lo largo de la historia se hayan construido en  su cauce hornos de cal o caleras tal como se los denomina en la zona.